# Pommeau de Bretagne
 (mai 2016).
Pour les articles homonymes, voir pommeau.
Le Pommeau de Bretagne est un alcool de type mistelle issu de l'assemblage (aussi appelé mutage) d'un jus de pomme à cidre fraichement pressé avec une eau-de-vie de cidre (lambig en breton). Il est protégé par une AOC depuis 1997. Il titre entre 16 et 18 % vol.

## Histoire
Issu d'une pratique domestique agricole ancienne commune aux régions cidricoles de l'Ouest de la France, le Pommeau de Bretagne est protégé par une Appellation d'origine contrôlée (AOC) depuis le 31 mai 1997. La dernière révision du cahier des charges de l'Appellation a été promulguée par le décret n°2014-1643 du 26 décembre 2014.
L'aire géographique couverte par l'appellation Pommeau de Bretagne compte 372 communes réparties sur les départements des Côtes-d'Armor (22), du Finistère (29), d'Ille-et-Vilaine (35), Loire-Atlantique (44) et du Morbihan (56) et essentiellement concentrées sur les littoraux sud et nord de la Bretagne et une partie du pays de Rennes.

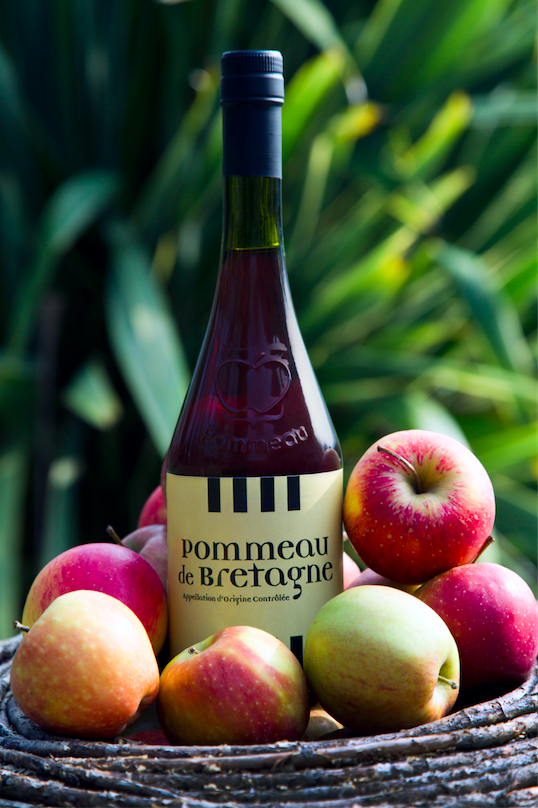
Bouteille de Pommeau de Bretagne

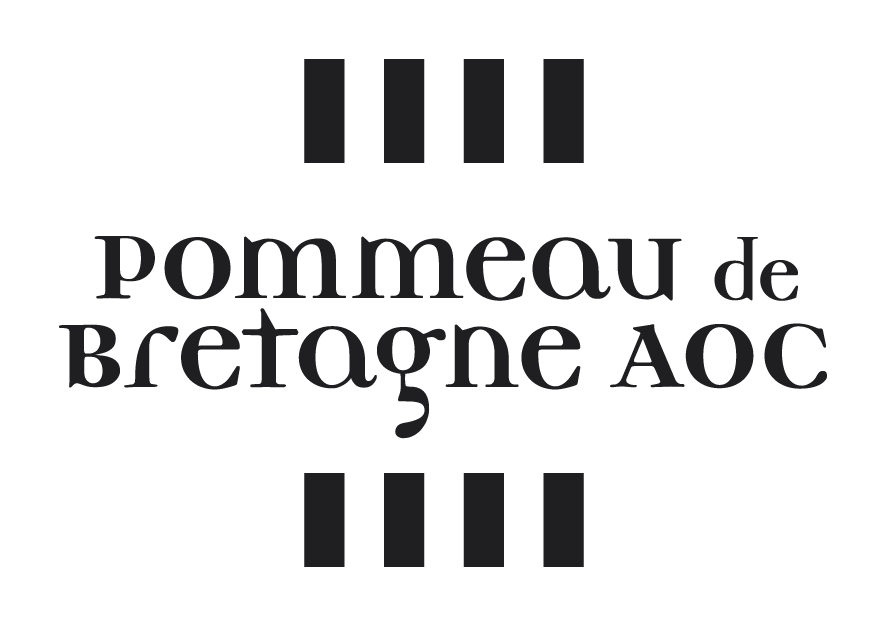
Logo Pommeau de Bretagne

## Production et fabrication
Le cahier des charges détermine les règles de production du Pommeau de Bretagne, des vergers jusqu’à la maturation du produit fini :
- origine des pommes,
- proportion des variétés de pommes utilisées à respecter,
- richesse en sucre du moût (jus frais),
- qualité de l'eau-de-vie de cidre,
- durée de maturation en fût...

La production du Pommeau de Bretagne est indissociable des vergers où la soixantaine de variétés de pommes amères, douce-amères, douces et acidulées sont produites. Ces variétés sont nées des usages ancestraux (depuis le XVe siècle) de production de pommes à cidre sur le territoire breton.
La fabrication du Pommeau de Bretagne  repose sur 3 étapes clefs :
1. Les pommes sont triées, lavées, broyées et pressées
2. Le jus frais ainsi obtenu est ensuite "muté" (mélangé) avec l'eau-de-vie qui a séjourné en fût pendant au moins 1 an,
3. Il vieillit ensuite en fût de chêne pendant au moins 14 mois mais le plus souvent pendant plus de 2 ans.

La réussite d’un Pommeau de Bretagne réside dans l’habilité du producteur sur les points suivants :
1. le choix des variétés de pommes utilisées pour le jus frais,
2. la qualité de l'eau-de-vie de cidre,
3. la qualité des fûts de vieillissement,
4. la qualité du chai et le temps de maturation (14 mois minimum).

## Caractéristiques
Le Pommeau de Bretagne se caractérise par une robe limpide, de couleur ambrée et acajou, il révèle un équilibre entre la douceur, l’acidité et l’amertume ainsi qu’une riche palette aromatique variant selon l’âge du produit (notes de pommes au four, de fruits secs comme le pruneau, l'abricot ou bien encore l'amande ou la noix, de caramel, de cacao, de miel ou plus subtilement épicées comme la cannelle et la réglisse).
Le Pommeau de Bretagne titre entre 16 et 18 % vol.

## Utilisation
Le Pommeau de Bretagne se déguste à l’apéritif entre 8 et 10 °C ou en digestif.
À table, il se marie en entrée avec un foie gras, au fromage avec un Comté affiné et en dessert avec le chocolat ou tout autre dessert à base de pommes.
En cuisine, il permet de rehausser des viandes blanches et les coquillages comme les huitres et les coquilles Saint-Jacques.